# Universidad Tecnológica Minera de Zimapán
La Universidad Tecnológica Minera de Zimapán (UTMZ), es una institución pública de educación superior ubicada en la ciudad de Zimapán, en el Estado de Hidalgo, México.

## Historia
El 23 de septiembre de 2013, la Universidad Tecnológica Minera de Zimapán, inicia actividades con 58 estudiantes con tres Programas Educativos: TSU en Minería, Química Ambiental y Desarrollo de Negocios. Inició operaciones en instalaciones del ICATHI plantel Zimapán. El 2 de mayo de 2016 los alumnos de la UTMZ, tomaron de manera simbólica las instalaciones de la institución, en demanda de irregularidades, tras reuniones con autoridades educativas y gubernamentales se llegó a una serie de acuerdos el 8 de mayo. A partir de septiembre de 2016, incrementó su matrícula a 300 estudiantes, abrió la continuidad de estudios en el nivel de Ingeniería para los egresados de TSU en Minería y Licenciatura en Desarrollo de Negocios, además de abrir un nuevo programa educativo: TSU en Mantenimiento Industrial.

## Oferte educativa
La oferta educativa de la Universidad Tecnológica Minera de Zimapán es:
- Técnico Superior Universitario
  - Minería, área Beneficio Minero
  - Logística área Cadena de Suministros
  - Mantenimiento Industrial
  - Química, área Tecnología Ambiental
  - Turismo
  - Logística

- Ingenierías
  - Minería
  - Desarrollo e Innovación Empresarial
  - Tecnología ambiental

## Campus
Las instalaciones  del primer edificio de docencia que tiene capacidad para 400 personas, con 14 aulas, dos laboratorios de cómputo, un auditorio y espacios para el estudio individual y grupal. Se encuentra en construcción el edificio de Laboratorios y Talleres, en el que se ubicarán espacios con equipo altamente especializado en las áreas de Minería, Química, Ciencias Básicas, Simulación Empresarial y Logística y Transporte.